# عريك أبقع
عريك أبقع (الاسم العلمي Anarhichas minor)، نوع من العريك ينتمي إلى فصيلة أسماك الذئب. وهي من الأنواع المهددة بالأنقراض، تعيش في قيعان بحار المحيط الأطلسي في شمال روسيا مرورًا بدول الاسكندنافية حتى قبالة مقاطعة نوفا سكوشا في كندا. في كندا أنخفضت أعدادها إلى حوالي 90% في أواخر السبعينات حتى أوائل التسعينات.
خاصة في الجزء الشمالي من نطاق كندا.